# DF-12
DF-12는 중국의 단거리 탄도 미사일이다. 중국은 외국 전시에서는 M20 미사일이라고 홍보하고 있다.

## 역사
2011년 UAE 수도 아부다비의 에어쇼에 최초로 공개했다. 중국판 이스칸데르 미사일이다. 2013년 실전배치되었다.
- 이스칸데르 미사일,  러시아, 무게 3.8톤
- M20 미사일,  중국, 무게 4.0톤

## 북한
2019년 8월 10일, 북한이 새벽 5시 34분과 5시 50분쯤 함경남도 함흥 일대에서 DF-12로 보이는 미사일 2발을 동해로 발사했다. 최대고도 48 km, 사거리 400 km, 최고속도 마하 6.1이 관측되었다. 북한은 발사 다음날 사진을 공개했다. 최초 시험발사라고 한다.
북한의 이번 시험발사는 인터넷에 공개된 M20 미사일과 다음과 같은 점이 동일했다.
- 최고고도 50 km, 북한은 48 km
- 내수형 최대사거리 420 km, 수출형 최대사거리 280 km, 북한은 400 km
- 미사일 외양이 비슷하다.
- 차량에서 2발이 직사각형 모양의 발사관에서 발사된다.

DF-12는 웨이스 로켓 8문 발사관에서 다연장 로켓 발사관 4문에 한발씩 2발을 장착할 수 있다고도 알려져 있다. 미국의 에이태킴스 미사일, 한국의 KTSSM 미사일과 같은 방식이다. 미국과 한국은 다연장 로켓 발사관 6문에 미사일 한발씩 2발을 장착한다.
기존의 액체연료 스커드 미사일은 빠르게 도태될 것으로 예상할 수 있다. 스커드 미사일 기지로 유명한 곳은 한국 드라마에서도 나왔던 깃대령 미사일 기지로, 서울에서 160 km 떨어진 강원도에 위치해 있다. DF-12의 최소사거리가 100 km 라고 알려져 있어서, 깃대령에서 서울을 핵공격하는데 기존의 스커드를 퇴역시키고, DF-12 미사일이 적극적으로 이용될 가능성이 있다.
북한의 소형 핵탄두 제조능력은 과거에는 히로시마 핵폭탄 리틀 보이 수준이라고 평가절하했지만, 수소폭탄 핵실험이 성공하면서, 지금은 미국과 동일한 수준으로 보고 있다. 즉 탄두중량 480 kg이면 500 kt 수소폭탄 탑재가 가능하며, 발사대 차량에서 2발이 발사되므로 1메가톤 폭발력이다. 보통 1메가톤 수소폭탄이 서울시청에서 폭발하면 서울시 천만명이 전멸한다고 알려져 있다.
북한은 이번 DF-12 시험발사로 지대지 미사일 3종세트를 완비한 것으로 평가받는다.
- KN-23(북한, 사거리 600 km), 현무-2C(남한, 사거리 800 km)
- DF-12(북한, 사거리 400 km), KTSSM(남한, 사거리 180 km)
- 신형대구경조종방사포(북한, 사거리 250 km), 천무 다연장로켓(남한, 사거리 80 km)

북한군은 다음과 같이 핵탄두를 탑재할 수 있다고 선전하고 있다:
- 사정거리 53km의 170mm 장사정포: 10kt급 이하의 핵탄두 -> 신형대구경조종방사포(사거리 250 km)
- 사정거리 55km의 FROG-5 지대지 로켓: 25kt급 이하의 핵탄두 -> 신형대구경조종방사포(사거리 250 km)
- 사정거리 70km의 FROG-7 지대지 로켓: 25kt급 이하의 핵탄두 -> 신형대구경조종방사포(사거리 250 km)
- 사정거리 300km의 SCUD-B 미사일: 메가톤급 이하의 핵탄두 -> DF-12(사거리 400 km)
- 사정거리 500km의 SCUD-C 미사일: 메가톤급 이하의 핵탄두 -> KN-23(사거리 600 km)

## 제원
- 승무원: 4명
- 길이: 7.815 m
- 직경: 0.75 m 또는 0.92 m
- 무게: 4,010 kg
- 탄두중량: 480 kg
- 탄두: 재래식 탄두, 핵탄두
- 최소사거리: 100 km
- 최대사거리: 280 km (수출형, MTCR)
- 최대사거리: 420 km (내수형)
- 최대고도: 50 km
- 유도방식: INS, GPS
- 회피기능: 종말유도시 풀업 비행
- 정확도: CEP 30 m
- 발사준비시간: 12 분
- 발사대: 8 x 8 차량, 2발
- 포대: 지휘차량 1대, 지원차량 1대, 발사차량 9대, 재장전차량 9대

## 같이 보기
- 둥펑 (미사일)